# Joel Brooks
Joel Brooks (17 de diciembre de 1949, Nueva York, Nueva York (estado), Estados Unidos) es un actor estadounidense. Es recordado por participar en la serie Mi hermana Sam, donde interpretó a J.D. Lucas. En el 2001 participa en varios episodios de la serie A dos metros bajo tierra. Recientemente ha participado en la serie Venice the Series.

## Apariciones en televisión
| Año       | Película                               | Personaje                                  |
| --------- | -------------------------------------- | ------------------------------------------ |
| 1979      | Ryan's Hope                            | Joe                                        |
| 1979-1980 | Apartamento para tres                  | Dr. Prescott                               |
| 1980      | When the Whistle Blows                 | Max                                        |
| 1980      | M*A*S*H                                | Ignazio de Simone                          |
| 1981      | Kiss Me, Petruchio                     | Grumio                                     |
| 1981      | Enredo                                 | Morty Stevens                              |
| 1981      | Dallas                                 | Larry G.                                   |
| 1981      | Eight is enough                        | Bennett                                    |
| 1982      | Taxi                                   | Nick                                       |
| 1982      | Private Benjamin                       | Billy Dean                                 |
| 1982      | Abierto toda la noche                  | Ross                                       |
| 1983      | Teachers Only                          | Spud Le Boone                              |
| 1983      | Alice                                  | Vinnie Jr.                                 |
| 1983-1984 | The Facts of Life                      | Raymond Garrett                            |
| 1980-1984 | Benson                                 | Mr. Krank                                  |
| 1984      | El sheriff chiflado                    | El Director                                |
| 1985      | Hail to the Chief                      | Randy                                      |
| 1985      | Cazadores de sombras                   | Laddie Johnson                             |
| 1986      | El mágico mundo de Disney              | Lee                                        |
| 1986      | Más allá de los límites de la realidad | Jack Holland                               |
| 1986      | Riptide                                | Jerome                                     |
| 1986-1988 | Mi hermana Sam                         | J.D. Lucas                                 |
| 1989      | Duet                                   | Robert                                     |
| 1990      | His & Hers                             | Mr. Hofstetter                             |
| 1990-1991 | Good Grief                             | Warren Pepper                              |
| 1988-1992 | La ley de Los Ángeles                  | Don Butcher / Kiefer Mitchell              |
| 1993      | Star Trek: Espacio profundo 9          | Falow                                      |
| 1993      | Dudley                                 | Harold Krowten                             |
| 1993      | Barra libre                            | Santoro                                    |
| 1994      | Sigue soñando                          | Zudikoff                                   |
| 1994      | La doctora Quinn                       | Judd McCoy                                 |
| 1995      | The Mommies                            | Bernard DuBois                             |
| 1995      | Se ha escrito un crimen                | Ted Duffy                                  |
| 1996      | Homeboys in Outer Space                | Mayordomo                                  |
| 1997      | Brooklyn Sur                           | Aaron Geller                               |
| 1998      | Sabrina, cosas de brujas               | Larry Jones                                |
| 1999      | Dharma y Greg                          | Arthur                                     |
| 2001-2002 | A dos metros bajo tierra               | Robbie Winkle                              |
| 2003      | The Division                           | Patrick                                    |
| 2003      | Run of the House                       | Bernard / Mr. Franklin                     |
| 2004      | Half & Half                            | Dr. Bruckner                               |
| 2005      | The Closer                             | Bridges                                    |
| 2005      | CSI: Nueva York                        | Félix Parker                               |
| 2005      | Supernatural                           | Jason                                      |
| 2005-2006 | Phil del futuro                        | Joel Messerschmidt / Battina Messerschmidt |
| 2006-2007 | La guerra en casa                      | Dr. Joel Lieber                            |
| 2008      | Big Bang                               | Profesor Goldfard                          |
| 2008      | Ganado el juicio                       | Murray                                     |
| 2010      | Rizzoli & Isles                        | Roger                                      |
| 2011      | Las chorradas de mi padre              | Freddy                                     |
| 2011      | Los Ángeles: Distrito criminal         | Manny                                      |
| 2010-2011 | El mentalista                          | Dimitri's Lawyer / Lawyer                  |
| 2012      | Bent                                   | Gerald Neibar                              |
| 2011-2013 | Shake it Up                            | Mr. Polk                                   |
| 2013      | Major Crimes                           | Gary Bridges                               |
| 2013-2014 | Venice the Series                      | Harris                                     |